# ريزوليوشن
جزيرة ريزوليوشن (بالإنجليزية: Resolution Island)‏، (بالماورية: Tau Moana‏)؛ هي أكبر جزيرة في منطقة فيوردلاند جنوب غرب نيوزيلندا، وتُغطي مِساحة مُجمل قدرها 208 كيلومتر مربع (80 ميل مربع). تُعدُّ سابع أكبر جزيرة في البلاد، وثاني أكبر جزيرة غير مأهولة. جزيرة ريزوليوشن مفصولة عن البر الرئيسي لِلجزيرة الجنوبيَّة بواسطة الجُزر: Dusky Sound و Breaksea Sound و Acheron Passage. الجزيرة جزء من حديقة فيوردلاند الوطنية.